# US Open de 2022 - Dia a dia
Estes foram os jogos realizados nas quadras mais importantes a partir do primeiro dia das chaves principais.
Células em lavanda indicam sessão noturna.

## Dia 1 (29 de agosto)
- Cabeças de chave eliminados:
  - Simples masculino:  Stefanos Tsitsipas [4],  Taylor Fritz [10],  Roberto Bautista Agut [16],  Francisco Cerúndolo [24],  Maxime Cressy [30],  Nikoloz Basilashvili [31]
  - Simples feminino:  Simona Halep [7],  Daria Kasatkina [10],  Martina Trevisan [27],  Jil Teichmann [30]

Ordem dos jogos:
| Arthur Ashe Stadium                      | Arthur Ashe Stadium       | Arthur Ashe Stadium      | Arthur Ashe Stadium  |
| Evento                                   | Vencedor(a)/(es/as)       | Derrotado(a)/(os/as)     | Resultado            |
| ---------------------------------------- | ------------------------- | ------------------------ | -------------------- |
| Simples masculino – 1ª fase              | Daniil Medvedev [1]       | Stefan Kozlov            | 6–2, 6–4, 6–0        |
| Simples feminino – 1ª fase               | Coco Gauff [12]           | Léolia Jeanjean [Q]      | 6–2, 6–3             |
| Cerimônia de abertura do US Open de 2022 |                           |                          |                      |
| Simples feminino – 1ª fase               | Serena Williams [PR]      | Danka Kovinić            | 6–3, 6–3             |
| Simples masculino – 1ª fase              | Nick Kyrgios [23]         | Thanasi Kokkinakis       | 6–3, 6–4, 7–64       |
| Louis Armstrong Stadium                  |                           |                          |                      |
| Evento                                   | Vencedor(a)/(es/as)       | Derrotado(a)/(os/as)     | Resultado            |
| Simples masculino – 1ª fase              | Andy Murray               | Francisco Cerúndolo [24] | 7–5, 6–3, 6–3        |
| Simples feminino – 1ª fase               | Daria Snigur [Q]          | Simona Halep [7]         | 6–2, 0–6, 6–4        |
| Simples feminino – 1ª fase               | Madison Keys [20]         | Dayana Yastremska        | 7–63, 6–3            |
| Simples masculino – 1ª fase              | Daniel Elahi Galán [Q]    | Stefanos Tsitsipas [4]   | 6–0, 6–1, 3–6, 7–5   |
| Simples feminino – 1ª fase               | Leylah Fernandez [14]     | Océane Dodin             | 6–3, 6–4             |
| Grandstand                               |                           |                          |                      |
| Evento                                   | Vencedor(a)/(es/as)       | Derrotado(a)/(os/as)     | Resultado            |
| Simples feminino – 1ª fase               | Maria Sakkari [3]         | Tatjana Maria            | 6–4, 3–6, 6–0        |
| Simples feminino – 1ª fase               | Bianca Andreescu          | Harmony Tan [WC]         | 6–0, 3–6, 6–1        |
| Simples masculino – 1ª fase              | Félix Auger-Aliassime [6] | Alexander Ritschard [Q]  | 6–3, 6–4, 3–6, 6–3   |
| Simples masculino – 1ª fase              | Brandon Holt [Q]          | Taylor Fritz [10]        | 36–7, 7–61, 6–3, 6–4 |

## Dia 2 (30 de agosto)
- Cabeças de chave eliminados:
  - Simples feminino:  Emma Raducanu [11],  Jeļena Ostapenko [16],  Amanda Anisimova [24],  Elena Rybakina [25],  Elise Mertens [32]

Ordem dos jogos:
| Arthur Ashe Stadium         | Arthur Ashe Stadium    | Arthur Ashe Stadium     | Arthur Ashe Stadium     |
| Evento                      | Vencedor(a)/(es/as)    | Derrotado(a)/(os/as)    | Resultado               |
| --------------------------- | ---------------------- | ----------------------- | ----------------------- |
| Simples masculino – 1ª fase | Carlos Alcaraz [3]     | Sebastián Báez          | 7–5, 7–5, 2–0, ab.      |
| Simples feminino – 1ª fase  | Alison Van Uytvanck    | Venus Williams [WC]     | 6–1, 7–65               |
| Simples masculino – 1ª fase | Rafael Nadal [2]       | Rinky Hijikata [WC]     | 4–6, 6–2, 6–3, 6–3      |
| Simples feminino – 1ª fase  | Danielle Collins [19]  | Naomi Osaka             | 7–65, 6–3               |
| Louis Armstrong Stadium     |                        |                         |                         |
| Evento                      | Vencedor(a)/(es/as)    | Derrotado(a)/(os/as)    | Resultado               |
| Simples feminino – 1ª fase  | Iga Świątek [1]        | Jasmine Paolini         | 6–3, 6–0                |
| Simples feminino – 1ª fase  | Sloane Stephens        | Greet Minnen            | 1–6, 6–3, 6–3           |
| Simples masculino – 1ª fase | Jannik Sinner [11]     | Daniel Altmaier         | 5–7, 6–2, 6–1, 3–6, 6–1 |
| Simples feminino – 1ª fase  | Alizé Cornet           | Emma Raducanu [11]      | 6–3, 6–3                |
| Simples masculino – 1ª fase | Diego Schwartzman [14] | Jack Sock               | 3–6, 5–7, 6–0, 1–0, ab. |
| Grandstand                  |                        |                         |                         |
| Evento                      | Vencedor(a)/(es/as)    | Derrotado(a)/(os/as)    | Resultado               |
| Simples feminino – 1ª fase  | Jessica Pegula [8]     | Viktorija Golubic [Q]   | 6–2, 6–2                |
| Simples masculino – 1ª fase | John Isner             | Federico Delbonis [Q]   | 6–3, 6–1, 7–5           |
| Simples masculino – 1ª fase | Marin Čilić [15]       | Maximilian Marterer [Q] | 6–3, 6–2, 7–5           |
| Simples feminino – 1ª fase  | Yulia Putintseva       | Amanda Anisimova [24]   | 6–3, 6–3                |
| Simples feminino – 1ª fase  | Jule Niemeier          | Sofia Kenin [WC]        | 7–63, 6–4               |

## Dia 3 (31 de agosto)
- Cabeças de chave eliminados:
  - Simples masculino:  Félix Auger-Aliassime [6],  Botic van de Zandschulp [21]
  - Simples feminino:  Anett Kontaveit [2],  Maria Sakkari [3],  Leylah Fernandez [14],  Beatriz Haddad Maia [15],  Barbora Krejcikova [23]
  - Duplas masculinas:  Marcel Granollers /  Horacio Zeballos [5],  Nicolas Mahut /  Édouard Roger-Vasselin [16]

Ordem dos jogos:
| Arthur Ashe Stadium         | Arthur Ashe Stadium    | Arthur Ashe Stadium       | Arthur Ashe Stadium     |
| Evento                      | Vencedor(a)/(es/as)    | Derrotado(a)/(os/as)      | Resultado               |
| --------------------------- | ---------------------- | ------------------------- | ----------------------- |
| Simples masculino – 2ª fase | Andy Murray            | Emilio Nava [WC]          | 5–7, 6–3, 6–1, 6–0      |
| Simples feminino – 2ª fase  | Coco Gauff [12]        | Elena-Gabriela Ruse       | 6–2, 7–64               |
| Simples feminino – 2ª fase  | Serena Williams [PR]   | Anett Kontaveit [2]       | 7–64, 2–6, 6–2          |
| Simples masculino – 2ª fase | Daniil Medvedev [1]    | Arthur Rinderknech        | 6–2, 7–5, 6–3           |
| Louis Armstrong Stadium     |                        |                           |                         |
| Evento                      | Vencedor(a)/(es/as)    | Derrotado(a)/(os/as)      | Resultado               |
| Simples feminino – 2ª fase  | Wang Xiyu              | Maria Sakkari [3]         | 3–6, 7–5, 7–5           |
| Simples feminino – 2ª fase  | Madison Keys [20]      | Camila Giorgi             | 6–4, 5–7, 7–6(10–6)     |
| Simples masculino – 2ª fase | Nick Kyrgios [23]      | Benjamin Bonzi            | 7–63, 6–4, 4–6, 6–4     |
| Simples masculino – 2ª fase | Jack Draper            | Félix Auger-Aliassime [6] | 6–4, 6–4, 6–4           |
| Simples feminino – 2ª fase  | Bianca Andreescu       | Beatriz Haddad Maia [15]  | 6–2, 6–4                |
| Grandstand                  |                        |                           |                         |
| Evento                      | Vencedor(a)/(es/as)    | Derrotado(a)/(os/as)      | Resultado               |
| Simples feminino – 2ª fase  | Ons Jabeur [5]         | Elizabeth Mandlik [WC]    | 7–5, 6–2                |
| Simples masculino – 2ª fase | Matteo Berrettini [13] | Hugo Grenier [LL]         | 2–6, 6–1, 7–64, 7–67    |
| Simples masculino – 2ª fase | Tommy Paul [29]        | Sebastian Korda           | 6–0, 3–6, 4–6, 6–3, 6–4 |
| Simples feminino – 2ª fase  | Liudmila Samsonova     | Leylah Fernandez [14]     | 6–3, 7–63               |

## Dia 4 (1º de setembro)
- Cabeças de chave eliminados:
  - Simples masculino:  Hubert Hurkacz [8],  Grigor Dimitrov [17],  Borna Ćorić [25],  Miomir Kecmanović [32]
  - Simples feminino:  Paula Badosa [4],  Ekaterina Alexandrova [28]
  - Duplas masculinas:  Rohan Bopanna /  Matwé Middelkoop [9],  Santiago González /  Andrés Molteni [14]
  - Duplas femininas:  Coco Gauff /  Jessica Pegula [2]
  - Duplas mistas:  Giuliana Olmos /  Marcelo Arévalo [3]

Ordem dos jogos:
| Arthur Ashe Stadium         | Arthur Ashe Stadium                     | Arthur Ashe Stadium                      | Arthur Ashe Stadium  |
| Evento                      | Vencedor(a)/(es/as)                     | Derrotado(a)/(os/as)                     | Resultado            |
| --------------------------- | --------------------------------------- | ---------------------------------------- | -------------------- |
| Simples feminino – 2ª fase  | Iga Świątek [1]                         | Sloane Stephens                          | 6–3, 6–2             |
| Simples masculino – 2ª fase | Carlos Alcaraz [3]                      | Federico Coria                           | 6–1, 6–2, 7–5        |
| Duplas femininas – 1ª fase  | Lucie Hradecká Linda Nosková            | Serena Williams [WC] Venus Williams [WC] | 7–65, 6–4            |
| Simples masculino – 2ª fase | Rafael Nadal [2]                        | Fabio Fognini                            | 2–6, 6–4, 6–2, 6–1   |
| Louis Armstrong Stadium     |                                         |                                          |                      |
| Evento                      | Vencedor(a)/(es/as)                     | Derrotado(a)/(os/as)                     | Resultado            |
| Simples feminino – 2ª fase  | Jessica Pegula [8]                      | Aliaksandra Sasnovich                    | 6–4, 6–4             |
| Simples masculino – 2ª fase | Jannik Sinner [11]                      | Christopher Eubanks [Q]                  | 6–4, 7–68, 6–2       |
| Simples feminino – 2ª fase  | Garbiñe Muguruza [9]                    | Linda Fruhvirtová [Q]                    | 6–0, 6–4             |
| Simples feminino – 2ª fase  | Danielle Collins [19]                   | Cristina Bucșa [Q]                       | 6–2, 7–5             |
| Duplas masculinas – 1ª fase | Thanasi Kokkinakis [8] Nick Kyrgios [8] | Hugo Gaston Lorenzo Musetti              | 4–6, 6–3, 6–4        |
| Grandstand                  |                                         |                                          |                      |
| Evento                      | Vencedor(a)/(es/as)                     | Derrotado(a)/(os/as)                     | Resultado            |
| Simples masculino – 2ª fase | Jenson Brooksby                         | Borna Ćorić [25/PR]                      | 6–4, 7–6(12–10), 6–1 |
| Simples feminino – 2ª fase  | Petra Kvitová [21]                      | Anhelina Kalinina                        | w.o.                 |
| Simples feminino – 2ª fase  | Alizé Cornet                            | Kateřina Siniaková                       | 6–1, 1–6, 6–3        |
| Duplas femininas – 1ª fase  | Leylah Fernandez Daria Saville          | Coco Gauff [2] Jessica Pegula [2]        | 3–6, 7–5, 7–6(10–5)  |
| Simples masculino – 2ª fase | Frances Tiafoe [22]                     | Jason Kubler                             | 7–63, 7–5, 7–62      |

## Dia 5 (2 de setembro)
- Cabeças de chave eliminados:
  - Simples masculino:  Alex de Minaur [18],  Tommy Paul [29]
  - Simples feminino:  Madison Keys [20],  Shelby Rogers [31]
  - Duplas masculinas:  Ivan Dodig /  Austin Krajicek [7],  Jamie Murray /  Bruno Soares [10],  Kevin Krawietz /  Andreas Mies [12]
  - Duplas femininas:  Veronika Kudermetova /  Elise Mertens [1],  Alicja Rosolska /  Erin Routliffe [16]
  - Duplas mistas:  Yang Zhaoxuan /  Rohan Bopanna [6],  Demi Schuurs /  Matwé Middelkoop [8]

Ordem dos jogos:
| Arthur Ashe Stadium         | Arthur Ashe Stadium              | Arthur Ashe Stadium         | Arthur Ashe Stadium        |
| Evento                      | Vencedor(a)/(es/as)              | Derrotado(a)/(os/as)        | Resultado                  |
| --------------------------- | -------------------------------- | --------------------------- | -------------------------- |
| Simples masculino – 3ª fase | Matteo Berrettini [13]           | Andy Murray                 | 6–4, 6–4, 16–7, 6–3        |
| Simples feminino – 3ª fase  | Coco Gauff [12]                  | Madison Keys [20]           | 6–2, 6–3                   |
| Simples feminino – 3ª fase  | Ajla Tomljanović                 | Serena Williams [PR]        | 7-5, 46–7, 6-1             |
| Simples masculino – 3ª fase | Daniil Medvedev [1]              | Wu Yibing [Q]               | 6–4, 6–2, 6–2              |
| Louis Armstrong Stadium     |                                  |                             |                            |
| Evento                      | Vencedor(a)/(es/as)              | Derrotado(a)/(os/as)        | Resultado                  |
| Simples feminino – 3ª fase  | Ons Jabeur [5]                   | Shelby Rogers [31]          | 4–6, 6–4, 6–3              |
| Simples masculino – 3ª fase | Casper Ruud [5]                  | Tommy Paul [29]             | 7–63, 56–7, 7–62, 5–7, 6–0 |
| Simples feminino – 3ª fase  | Caroline Garcia [17]             | Bianca Andreescu            | 6–3, 6–2                   |
| Simples masculino – 3ª fase | Nick Kyrgios [23]                | J. J. Wolf [WC]             | 6–4, 6–2, 6–3              |
| Grandstand                  |                                  |                             |                            |
| Evento                      | Vencedor(a)/(es/as)              | Derrotado(a)/(os/as)        | Resultado                  |
| Duplas masculinas – 2ª fase | Rajeev Ram [1] Joe Salisbury [1] | Aslan Karatsev Luke Saville | 6–4, 6–3                   |
| Simples feminino – 3ª fase  | Veronika Kudermetova [18]        | Dalma Gálfi                 | 6–2, 6–0                   |
| Simples masculino – 3ª fase | Karen Khachanov [27]             | Jack Draper                 | 6–3, 4–6, 6–5, ab.         |
| Simples masculino – 3ª fase | Pablo Carreño Busta [12]         | Alex de Minaur [18]         | 6–1, 6–1, 3–6, 7–65        |

## Dia 6 (3 de setembro)
- Cabeças de chave eliminados:
  - Simples masculino:  Diego Schwartzman [14],  Denis Shapovalov [19],  Daniel Evans [20],  Lorenzo Musetti [26],  Holger Rune [28]
  - Simples feminino:  Garbiñe Muguruza [9],  Belinda Bencic [13]
  - Duplas mistas:  Jessica Pegula /  Austin Krajicek [5],  Ellen Perez /  Michael Venus [7]

Ordem dos jogos:
| Arthur Ashe Stadium         | Arthur Ashe Stadium    | Arthur Ashe Stadium    | Arthur Ashe Stadium            |
| Evento                      | Vencedor(a)/(es/as)    | Derrotado(a)/(os/as)   | Resultado                      |
| --------------------------- | ---------------------- | ---------------------- | ------------------------------ |
| Simples feminino – 3ª fase  | Jessica Pegula [8]     | Yuan Yue [Q]           | 6–2, 66–7, 6–0                 |
| Simples masculino – 3ª fase | Carlos Alcaraz [3]     | Jenson Brooksby        | 6–3, 6–3, 6–3                  |
| Simples masculino – 3ª fase | Rafael Nadal [2]       | Richard Gasquet        | 6–0, 6–1, 7–5                  |
| Simples feminino – 3ª fase  | Danielle Collins [19]  | Alizé Cornet           | 6–2, 7–69                      |
| Louis Armstrong Stadium     |                        |                        |                                |
| Evento                      | Vencedor(a)/(es/as)    | Derrotado(a)/(os/as)   | Resultado                      |
| Simples feminino – 3ª fase  | Petra Kvitová [21]     | Garbiñe Muguruza [9]   | 5–7, 6–3, 7–6(12–10)           |
| Simples feminino – 3ª fase  | Victoria Azarenka [26] | Petra Martić           | 6–3, 6–0                       |
| Simples masculino – 3ª fase | Frances Tiafoe [22]    | Diego Schwartzman [14] | 7–67, 6–4, 6–4                 |
| Simples feminino – 3ª fase  | Iga Świątek [1]        | Lauren Davis           | 7–67, 6–4, 6–4                 |
| Simples masculino – 3ª fase | Jannik Sinner [11]     | Brandon Nakashima      | 3–6, 6–4, 6–1, 6–2             |
| Grandstand                  |                        |                        |                                |
| Evento                      | Vencedor(a)/(es/as)    | Derrotado(a)/(os/as)   | Resultado                      |
| Simples masculino – 3ª fase | Cameron Norrie [7]     | Holger Rune [28]       | 7–5, 6–4, 6–1                  |
| Simples masculino – 3ª fase | Andrey Rublev [9]      | Denis Shapovalov [19]  | 6–4, 2–6, 36–7, 6–4, 7–6(10–7) |
| Simples feminino – 3ª fase  | Karolína Plíšková [22] | Belinda Bencic [13]    | 5–7, 6–4, 6–3                  |
| Simples feminino – 3ª fase  | Aryna Sabalenka [6]    | Clara Burel [Q]        | 6–0, 6–2                       |

## Dia 7 (4 de setembro)
- Cabeças de chave eliminados:
  - Simples masculino:  Daniil Medvedev [1],  Pablo Carreño Busta [12]
  - Simples feminino:  Veronika Kudermetova [18],  Alison Riske-Amritraj [29]
  - Duplas masculinas:  Simone Bolelli /  Fabio Fognini [15]
  - Duplas femininas:  Anna Danilina /  Beatriz Haddad Maia [8],  Asia Muhammad /  Ena Shibahara [9],  Alexa Guarachi /  Andreja Klepač [13],  Shuko Aoyama /  Chan Hao-ching [15]
  - Duplas mistas:  Desirae Krawczyk /  Neal Skupski [1]

Ordem dos jogos:
| Arthur Ashe Stadium         | Arthur Ashe Stadium                            | Arthur Ashe Stadium                       | Arthur Ashe Stadium      |
| Evento                      | Vencedor(a)/(es/as)                            | Derrotado(a)/(os/as)                      | Resultado                |
| --------------------------- | ---------------------------------------------- | ----------------------------------------- | ------------------------ |
| Simples masculino – 4ª fase | Casper Ruud [5]                                | Corentin Moutet [LL]                      | 6–1, 6–2, 46–7, 6–2      |
| Simples feminino – 4ª fase  | Coco Gauff [12]                                | Zhang Shuai                               | 7–5, 7–5                 |
| Simples masculino – 4ª fase | Nick Kyrgios [23]                              | Daniil Medvedev [1]                       | 7–611, 3–6, 6–3, 6–2     |
| Simples feminino – 4ª fase  | Ons Jabeur [5]                                 | Veronika Kudermetova [18]                 | 7–61, 6–4                |
| Louis Armstrong Stadium     |                                                |                                           |                          |
| Evento                      | Vencedor(a)/(es/as)                            | Derrotado(a)/(os/as)                      | Resultado                |
| Simples masculino – 4ª fase | Matteo Berrettini [13]                         | Alejandro Davidovich Fokina               | 3–6, 7–62, 6–3, 4–6, 6–2 |
| Simples feminino – 4ª fase  | Caroline Garcia [17]                           | Alison Riske-Amritraj [29]                | 6–4, 6–1                 |
| Simples masculino – 4ª fase | Karen Khachanov [27]                           | Pablo Carreño Busta [12]                  | 4–6, 6–3, 6–1, 4–6, 6–3  |
| Simples feminino – 4ª fase  | Ajla Tomljanović                               | Liudmila Samsonova                        | 7–68, 6–1                |
| Grandstand                  |                                                |                                           |                          |
| Evento                      | Vencedor(a)/(es/as)                            | Derrotado(a)/(os/as)                      | Resultado                |
| Duplas masculinas – 3ª fase | Marcelo Arévalo [3] Jean-Julien Rojer [3]      | Quentin Halys Adrian Mannarino            | 6–4, 7–69                |
| Duplas masculinas – 3ª fase | Rajeev Ram [1] Joe Salisbury [1]               | Simone Bolelli [15] Fabio Fognini [15]    | 6–1, 7–5                 |
| Duplas femininas – 3ª fase  | Nicole Melichar-Martinez [10] Ellen Perez [10] | Anna Danilina [8] Beatriz Haddad Maia [8] | 6–3, 6–3                 |
| Duplas mistas – 2ª fase     | Zhang Shuai [2] Mate Pavić [2]                 | Madison Keys [WC] Bjorn Fratangelo [WC]   | 6–4, 6–2                 |

## Dia 8 (5 de setembro)
- Cabeças de chave eliminados:
  - Simples masculino:  Rafael Nadal [2],  Cameron Norrie [7],  Marin Čilić [15]
  - Simples feminino:  Danielle Collins [19],  Petra Kvitová [21],  Victoria Azarenka [26]
  - Duplas masculinas:  Tim Pütz /  Michael Venus [4],  Thanasi Kokkinakis /  Nick Kyrgios [8]
  - Duplas femininas:  Lyudmyla Kichenok /  Jeļena Ostapenko [4],  Xu Yifan /  Yang Zhaoxuan [7],  Marta Kostyuk /  Zhang Shuai [11]

Ordem dos jogos:
| Arthur Ashe Stadium              | Arthur Ashe Stadium                           | Arthur Ashe Stadium                        | Arthur Ashe Stadium     |
| Evento                           | Vencedor(a)/(es/as)                           | Derrotado(a)/(os/as)                       | Resultado               |
| -------------------------------- | --------------------------------------------- | ------------------------------------------ | ----------------------- |
| Simples feminino – 4ª fase       | Jessica Pegula [8]                            | Petra Kvitová [21]                         | 6–3, 6–2                |
| Simples masculino – 4ª fase      | Frances Tiafoe [22]                           | Rafael Nadal [2]                           | 6–4, 4–6, 6–4, 6–3      |
| Simples feminino – 4ª fase       | Aryna Sabalenka [6]                           | Danielle Collins [19]                      | 3–6, 6–3, 6–2           |
| Simples masculino – 4ª fase      | Carlos Alcaraz [3]                            | Marin Čilić [15]                           | 6–3, 4–6, 6–4, 4–6, 6–3 |
| Louis Armstrong Stadium          |                                               |                                            |                         |
| Evento                           | Vencedor(a)/(es/as)                           | Derrotado(a)/(os/as)                       | Resultado               |
| Simples masculino – 4ª fase      | Andrey Rublev [9]                             | Cameron Norrie [7]                         | 6–4, 6–4, 6–4           |
| Simples feminino – 4ª fase       | Iga Świątek [1]                               | Jule Niemeier                              | 2–6, 6–4, 6–0           |
| Simples feminino – 4ª fase       | Karolína Plíšková [22]                        | Victoria Azarenka [26]                     | 7–6, 56–7, 6–2          |
| Simples masculino – 4ª fase      | Jannik Sinner [11]                            | Ilya Ivashka                               | 6–1, 5–7, 6–2, 4–6, 6–3 |
| Grandstand                       |                                               |                                            |                         |
| Evento                           | Vencedor(a)/(es/as)                           | Derrotado(a)/(os/as)                       | Resultado               |
| Duplas masculinas – 3ª fase      | Juan Sebastián Cabal [13] Robert Farah [13]   | Tim Pütz [4] Michael Venus [4]             | 26–7, 6–4, 6–3          |
| Duplas femininas – 3ª fase       | Caroline Garcia [14] Kristina Mladenovic [14] | Lyudmyla Kichenok [4] Jeļena Ostapenko [4] | 6–4, 6–2                |
| Duplas masculinas – 3ª fase      | Lloyd Glasspool [11] Harri Heliövaara [11]    | Thanasi Kokkinakis [8] Nick Kyrgios [8]    | 3–6, 7–66, 7–6(10–8)    |
| Duplas mistas – Quartas de final | Zhang Shuai [2] Mate Pavić [2]                | Ena Shibahara Franko Škugor                | 7–65, 6–4, [10–3]       |

## Dia 9 (6 de setembro)
- Cabeças de chave eliminados:
  - Simples masculino:  Matteo Berrettini [13],  Nick Kyrgios [23]
  - Simples feminino:  Coco Gauff [12]
  - Duplas masculinas:  Nikola Mektić /  Mate Pavić [6],  Lloyd Glasspool /  Harri Heliövaara [11]

Ordem dos jogos:
| Arthur Ashe Stadium                  | Arthur Ashe Stadium                                                                     | Arthur Ashe Stadium                                                                     | Arthur Ashe Stadium      |
| Evento                               | Vencedor(a)/(es/as)                                                                     | Derrotado(a)/(os/as)                                                                    | Resultado                |
| ------------------------------------ | --------------------------------------------------------------------------------------- | --------------------------------------------------------------------------------------- | ------------------------ |
| Simples masculino – Quartas de final | Casper Ruud [5]                                                                         | Matteo Berrettini [13]                                                                  | 6–1, 6–4, 7–64           |
| Simples feminino – Quartas de final  | Ons Jabeur [5]                                                                          | Ajla Tomljanović                                                                        | 6–4, 7–64                |
| Simples feminino – Quartas de final  | Caroline Garcia [17]                                                                    | Coco Gauff [12]                                                                         | 6–3, 6–4                 |
| Simples masculino – Quartas de final | Karen Khachanov [27]                                                                    | Nick Kyrgios [23]                                                                       | 7–5, 4–6, 7–5, 36–7, 6–4 |
| Louis Armstrong Stadium              |                                                                                         |                                                                                         |                          |
| Evento                               | Vencedor(a)/(es/as)                                                                     | Derrotado(a)/(os/as)                                                                    | Resultado                |
| Duplas masculinas – Quartas de final | Rajeev Ram [1] Joe Salisbury [1]                                                        | Hugo Nys Jan Zieliński                                                                  | 6–4, 36–7, 6–4           |
| Duplas masculinas – Quartas de final | Wesley Koolhof [2] Neal Skupski [2]                                                     | Marcelo Demoliner [PR] João Sousa [PR]                                                  | 6–3, 6–1                 |
| Duplas femininas – Quartas de final  | Nicole Melichar-Martinez [10] Ellen Perez [10]                                          | Kirsten Flipkens Sara Sorribes Tormo                                                    | 56–7, 6–4, 6–4           |
| Duplas masculinas – Quartas de final | Marcelo Arévalo [3] Jean-Julien Rojer [3]                                               | Nikola Mektić [6] Mate Pavić [6]                                                        | 6–3, 6–4                 |
| Duplas masculinas – Quartas de final | Juan Sebastián Cabal [13] Robert Farah [13]                                             | Lloyd Glasspool [11] Harri Heliövaara [11]                                              | 7–65, 6–2                |
| Grandstand                           |                                                                                         |                                                                                         |                          |
| Evento                               | Vencedor(a)/(es/as)                                                                     | Derrotado(a)/(os/as)                                                                    | Resultado                |
| Duplas femininas – Quartas de final  | Barbora Krejčíková / Kateřina Siniaková [3] vs. Gabriela Dabrowski / Giuliana Olmos [5] | Barbora Krejčíková / Kateřina Siniaková [3] vs. Gabriela Dabrowski / Giuliana Olmos [5] | adiado                   |
| Duplas mistas – Quartas de final     | Catherine McNally / William Blumberg [WC] vs. Jeļena Ostapenko / David Vega Hernández   | Catherine McNally / William Blumberg [WC] vs. Jeļena Ostapenko / David Vega Hernández   | adiado                   |
| Duplas mistas – Quartas de final     | Storm Sanders / John Peers [4] vs. Leylah Fernandez / Jack Sock                         | Storm Sanders / John Peers [4] vs. Leylah Fernandez / Jack Sock                         | adiado                   |

## Dia 10 (7 de setembro)
O jogo entre Jannik Sinner e Carlos Alcaraz se tornou a partida da história a terminar mais tarde do torneio, às 2h50min do dia 8, superando o recode de 2h26min, atingida três vezes. Foi a segunda partida mais longa do US Open, com 5 horas e 15 minutos.
- Cabeças de chave eliminados:
  - Simples masculino:  Andrey Rublev [9],  Jannik Sinner [11]
  - Simples feminino:  Jessica Pegula [8],  Karolína Plíšková [22]
  - Duplas femininas:  Gabriela Dabrowski /  Giuliana Olmos [5],  Desirae Krawczyk /  Demi Schuurs [6],  Caroline Garcia /  Kristina Mladenovic [14]
  - Duplas mistas:  Zhang Shuai /  Mate Pavić [2]

Ordem dos jogos:
| Arthur Ashe Stadium                     | Arthur Ashe Stadium                               | Arthur Ashe Stadium                           | Arthur Ashe Stadium       |
| Evento                                  | Vencedor(a)/(es/as)                               | Derrotado(a)/(os/as)                          | Resultado                 |
| --------------------------------------- | ------------------------------------------------- | --------------------------------------------- | ------------------------- |
| Simples feminino – Quartas de final     | Aryna Sabalenka [6]                               | Karolína Plíšková [22]                        | 6–1, 7–64                 |
| Simples masculino – Quartas de final    | Frances Tiafoe [22]                               | Andrey Rublev [9]                             | 7–63, 7–60, 6–4           |
| Simples feminino – Quartas de final     | Iga Świątek [1]                                   | Jessica Pegula [8]                            | 6–3, 7–64                 |
| Simples masculino – Quartas de final    | Carlos Alcaraz [3]                                | Jannik Sinner [11]                            | 6–3, 76–7, 06–7, 7–5, 6–3 |
| Louis Armstrong Stadium                 |                                                   |                                               |                           |
| Evento                                  | Vencedor(a)/(es/as)                               | Derrotado(a)/(os/as)                          | Resultado                 |
| Duplas femininas – Quartas de final     | Barbora Krejčíková [3] Kateřina Siniaková [3]     | Gabriela Dabrowski [5] Giuliana Olmos [5]     | 6–3, 46–7, 6–3            |
| Duplas femininas – Quartas de final     | Caroline Dolehide [12] Storm Sanders [12]         | Caroline Garcia [14] Kristina Mladenovic [14] | 6–3, 6–3                  |
| Duplas femininas – Quartas de final     | Catherine McNally Taylor Townsend                 | Desirae Krawczyk [6] Demi Schuurs [6]         | 6–3, 6–1                  |
| Duplas mistas – Quartas de final        | Storm Sanders [4] John Peers [4]                  | Leylah Fernandez Jack Sock                    | 7–5, 7–63                 |
| Duplas mistas – Quartas de final        | Catherine McNally [WC] William Blumberg [WC]      | Jeļena Ostapenko David Vega Hernández         | 7–68, 6–2                 |
| Grandstand                              |                                                   |                                               |                           |
| Evento                                  | Vencedor(a)/(es/as)                               | Derrotado(a)/(os/as)                          | Resultado                 |
| Simples masculino cadeirante – 1ª fase  | Shingo Kunieda [1]                                | Joachim Gérard                                | 6–3, 7–5                  |
| Simples feminino cadeirante – 1ª fase   | Aniek van Koot [3]                                | Dana Mathewson                                | 6–4, 6–3                  |
| Simples tetraplégico – Quartas de final | David Wagner                                      | Andy Lapthorne                                | 4–6, 6–1, 6–2             |
| Duplas mistas – Semifinais              | Kirsten Flipkens [PR] Édouard Roger-Vasselin [PR] | Zhang Shuai [2] Mate Pavić [2]                | 6–4, 5–7, [10–6]          |

## Dia 11 (8 de setembro)
- Cabeças de chave eliminados:
  - Simples feminino:  Aryna Sabalenka [6],  Caroline Garcia [17]
  - Duplas masculinas:  Marcelo Arévalo /  Jean-Julien Rojer [3],  Juan Sebastián Cabal /  Robert Farah [13]
  - Duplas femininas:  Nicole Melichar-Martinez /  Ellen Perez [10]

Ordem dos jogos:
| Arthur Ashe Stadium            | Arthur Ashe Stadium                           | Arthur Ashe Stadium                            | Arthur Ashe Stadium |
| Evento                         | Vencedor(a)/(es/as)                           | Derrotado(a)/(os/as)                           | Resultado           |
| ------------------------------ | --------------------------------------------- | ---------------------------------------------- | ------------------- |
| Simples feminino – Semifinais  | Ons Jabeur [5]                                | Caroline Garcia [17]                           | 6–1, 6–3            |
| Simples feminino – Semifinais  | Iga Świątek [1]                               | Aryna Sabalenka [6]                            | 3–6, 6–1, 6–4       |
| Louis Armstrong Stadium        |                                               |                                                |                     |
| Evento                         | Vencedor(a)/(es/as)                           | Derrotado(a)/(os/as)                           | Resultado           |
| Duplas masculinas – Semifinais | Rajeev Ram [1] Joe Salisbury [1]              | Juan Sebastián Cabal [13] Robert Farah [13]    | 7–5, 4–6, 7–6(10–6) |
| Duplas masculinas – Semifinais | Wesley Koolhof [2] Neal Skupski [2]           | Marcelo Arévalo [3] Jean-Julien Rojer [3]      | 6–4, 7–5            |
| Duplas mistas – Semifinais     | Storm Sanders [4] John Peers [4]              | Catherine McNally [WC] William Blumberg [WC]   | 6–2, 56–7, [10–8]   |
| Duplas femininas – Semifinais  | Barbora Krejčíková [3] Kateřina Siniaková [3] | Nicole Melichar-Martinez [10] Ellen Perez [10] | 6–3, 46–7, 6–3      |

## Dia 12 (9 de setembro)
- Cabeças de chave eliminados:
  - Simples masculino:  Frances Tiafoe [22],  Karen Khachanov [27]
  - Duplas masculinas:  Wesley Koolhof /  Neal Skupski [2]
  - Duplas femininas:  Caroline Dolehide /  Storm Sanders [12]

Ordem dos jogos:
| Arthur Ashe Stadium                        | Arthur Ashe Stadium                   | Arthur Ashe Stadium                       | Arthur Ashe Stadium       |
| Evento                                     | Vencedor(a)/(es/as)                   | Derrotado(a)/(os/as)                      | Resultado                 |
| ------------------------------------------ | ------------------------------------- | ----------------------------------------- | ------------------------- |
| Duplas masculinas – Final                  | Rajeev Ram [1] Joe Salisbury [1]      | Wesley Koolhof [2] Neal Skupski [2]       | 7–64, 7–5                 |
| Simples masculino – Semifinais             | Casper Ruud [5]                       | Karen Khachanov [27]                      | 7–65, 6–2, 5–7, 6–2       |
| Simples masculino – Semifinais             | Carlos Alcaraz [3]                    | Frances Tiafoe [22]                       | 66–7, 6–3, 6–1, 56–7, 6–3 |
| Louis Armstrong Stadium                    |                                       |                                           |                           |
| Evento                                     | Vencedor(a)/(es/as)                   | Derrotado(a)/(os/as)                      | Resultado                 |
| Simples masculino cadeirante – Semifinais  | Shingo Kunieda [1]                    | Takuya Miki                               | 6–1, 6–2                  |
| Duplas femininas – Semifinais              | Catherine McNally Taylor Townsend     | Caroline Dolehide [12] Storm Sanders [12] | 1–6, 6–3, 6–3             |
| Duplas masculinas cadeirantes – Semifinais | Alfie Hewett [1] Gordon Reid [1]      | Alexander Cataldo Tokito Oda              | 6–3, 6–3                  |
| Duplas femininas cadeirantes – Semifinais  | Diede de Groot [1] Aniek van Koot [1] | Manami Tanaka Zhu Zhenzhen                | 6–0, 6–1                  |

## Dia 13 (10 de setembro)
- Cabeças de chave eliminados:
  - Simples feminino:  Ons Jabeur [5]

Ordem dos jogos:
| Arthur Ashe Stadium                   | Arthur Ashe Stadium                   | Arthur Ashe Stadium                               | Arthur Ashe Stadium |
| Evento                                | Vencedor(a)/(es/as)                   | Derrotado(a)/(os/as)                              | Resultado           |
| ------------------------------------- | ------------------------------------- | ------------------------------------------------- | ------------------- |
| Duplas mistas – Final                 | Storm Sanders [4] John Peers [4]      | Kirsten Flipkens [PR] Édouard Roger-Vasselin [PR] | 4–6, 6–4, [10–7]    |
| Simples feminino – Final              | Iga Świątek [1]                       | Ons Jabeur [5]                                    | 6–2, 7–65           |
| Louis Armstrong Stadium               |                                       |                                                   |                     |
| Evento                                | Vencedor(a)/(es/as)                   | Derrotado(a)/(os/as)                              | Resultado           |
| Duplas masculinas cadeirantes – Final | Martín de la Puente Nicolas Peifer    | Alfie Hewett [1] Gordon Reid [1]                  | 4–6, 7–5, [10–6]    |
| Duplas tetraplégicas – Final          | Sam Schröder [1] Niels Vink [1]       | Robert Shaw [2] David Wagner [2]                  | 6–1, 6–2            |
| Duplas femininas cadeirantes – Final  | Diede de Groot [1] Aniek van Koot [1] | Yui Kamiji [2] Kgothatso Montjane [2]             | 6–2, 6–2            |

## Dia 14 (11 de setembro)
- Cabeças de chave eliminados:
  - Simples masculino:  Casper Ruud [5]

Ordem dos jogos:
| Arthur Ashe Stadium                  | Arthur Ashe Stadium                           | Arthur Ashe Stadium               | Arthur Ashe Stadium |
| Evento                               | Vencedor(a)/(es/as)                           | Derrotado(a)/(os/as)              | Resultado           |
| ------------------------------------ | --------------------------------------------- | --------------------------------- | ------------------- |
| Duplas feminino – Final              | Barbora Krejčíková [3] Kateřina Siniaková [3] | Catherine McNally Taylor Townsend | 3–6, 7–5, 6–1       |
| Simples masculino – Final            | Carlos Alcaraz [3]                            | Casper Ruud [5]                   | 6–4, 2–6, 7–61, 6–3 |
| Louis Armstrong Stadium              |                                               |                                   |                     |
| Evento                               | Vencedor(a)/(es/as)                           | Derrotado(a)/(os/as)              | Resultado           |
| Simples masculino cadeirante – Final | Alfie Hewett [2]                              | Shingo Kunieda [1]                | 7–62, 6–1           |
| Simples feminino cadeirante – Final  | Diede de Groot [1]                            | Yui Kamiji [2]                    | 3–6, 6–1, 6–1       |
| Simples tetraplégico – Final         | Niels Vink [1]                                | Sam Schröder [2]                  | 7–5, 6–3            |